# Tommy Söderberg
Pour les articles homonymes, voir Söderberg.
Tommy Söderberg est un entraîneur suédois né en 1948 à Stockholm.
Il a été l'entraîneur de l'équipe de Suède lors de la Coupe du monde 2002 et lors de l'Euro 2004.